# Morski golubovi
Morski golubovi (lat. Myliobatidae), porodica riba hrskavičnjača iz reda golubovki.
U Jadranu postoje dvije vrste iz porodice morskih golubova, treća vrsta Golub uhan (Mobula mobular), pripada porodici Mobulidae.

## Rodovi
Porodici pripada 3 roda:
1. Aetomylaeus Garman, 1908
2. Myliobatis Cuvier, 1816
3. Pteromylaeus Garman, 1913